# كولن دراموند
كولن دراموند (بالإنجليزية: Colin Drummond)‏ هو شخصية أعمال بريطاني، ولد في 22 فبراير 1951 في أيرلندا الشمالية في المملكة المتحدة.